# Liste der Baudenkmale in Misburg-Anderten
Die Liste der Baudenkmale in Misburg-Anderten enthält die Baudenkmale der hannoverschen Stadtteile Misburg-Nord, Misburg-Süd und Anderten. Die Einträge in dieser Liste basieren überwiegend auf einer Liste des Amtes für Denkmalschutz aus dem Jahr 1985 und sind hinsichtlich ihrer Aktualität im Einzelfall zu überprüfen.

## Misburg-Nord
| Lage                                                                                 | Bezeichnung                      | Beschreibung                                                                                      | ID       | Bild           |
| ------------------------------------------------------------------------------------ | -------------------------------- | ------------------------------------------------------------------------------------------------- | -------- | -------------- |
| Am Flöth 5, 7, 9, 11, 13, 15, 17, 19, 21, 23, 25, 27, 29 52° 23′ 53″ N, 9° 51′ 25″ O | Heimatsiedlung                   | Als Ensemble, erbaut 1940.                                                                        |          |                |
| Am Seelberg 52° 23′ 16″ N, 9° 50′ 46″ O                                              | Friedhof mit Grabmälern          | Als Ensemble.                                                                                     |          | Weitere Bilder |
| Am Seelberg 1/1a 52° 23′ 19″ N, 9° 51′ 20″ O                                         | Wohnhäuser                       | Als Ensemble.                                                                                     |          |                |
| Kleinertstraße 5, 7, 9 52° 23′ 5″ N, 9° 49′ 52″ O                                    | Wohnhäuser                       | Als Ensemble.                                                                                     |          | Weitere Bilder |
| Alte Peiner Heerstraße 170 52° 24′ 10″ N, 9° 51′ 22″ O                               | Wasserwerk                       | Wasserwerk Misburg, erbaut ca. 1924 von Friedrich Fischer.                                        |          | Weitere Bilder |
| Anderter Straße 37 52° 23′ 15″ N, 9° 51′ 33″ O                                       | Wohn- und Wirtschaftsgebäude     | [ 1 ]                                                                                             |          |                |
| Anderter Straße 40 52° 23′ 11″ N, 9° 51′ 32″ O                                       | St.-Johannis-Kirche              | [ 1 ]                                                                                             |          |                |
| Anderter Straße 53 52° 23′ 6″ N, 9° 51′ 38″ O                                        | Jugendheim mit Turnhalle         | erbaut ca. 1927 von Friedrich Fischer.                                                            |          |                |
| Waldstraße 9 52° 23′ 32″ N, 9° 51′ 15″ O                                             | Rathaus                          |                                                                                                   | 42980378 |                |
| Waldstraße 9 52° 23′ 32″ N, 9° 51′ 16″ O                                             | Freiflächen                      | die Freiflächen des Rathauses um das Rathaus herum ohne die anschließenden Straßenverkehrsflächen | 42980407 |                |
| Am Hafen 52° 23′ 0″ N, 9° 51′ 16″ O                                                  | Baudenkmalgruppe Misburger Hafen |                                                                                                   | 30593754 |                |
| Am Hafen 52° 23′ 0″ N, 9° 51′ 16″ O                                                  | Stichkanal                       | (Teil der Baudenkmalgruppe Misburger Hafen)                                                       | 30732906 |                |
| Am Hafen 52° 22′ 59″ N, 9° 51′ 21″ O                                                 | Kran                             | (Teil der Baudenkmalgruppe Misburger Hafen)                                                       | 30732300 |                |
| Am Hafen 52° 23′ 0″ N, 9° 51′ 26″ O                                                  | Kran                             | (Teil der Baudenkmalgruppe Misburger Hafen)                                                       | 39124755 |                |

## Misburg-Süd
| Lage                                             | Bezeichnung               | Beschreibung | ID | Bild |
| ------------------------------------------------ | ------------------------- | --- | -- | ---- |
| Lohweg 12–20 52° 22′ 21″ N, 9° 52′ 15″ O         | Arbeiterwohnhaus          | [ 1 ] |    |      |
| Lohweg 32 52° 22′ 25″ N, 9° 52′ 19″ O            | Fabrikgebäude             | [ 1 ] |    |      |
| Max-Kuhlemann-Straße 52° 22′ 20″ N, 9° 51′ 38″ O | Kolumbarium Hl. Herz Jesu | Errichtet als neugotische Basilika nach Plänen von Maximilian Jagielski und Georg Thofehrn, geweiht am 8. Oktober 1905. |    |      |

## Anderten
| Lage                                                   | Bezeichnung                            | Beschreibung | ID | Bild           |
| ------------------------------------------------------ | -------------------------------------- | --- | -- | -------------- |
| An der Schleuse 52° 21′ 37″ N, 9° 51′ 53″ O            | Hindenburgschleuse                     | Im Ensemble mit Gaimweg und Wendersche Goge 1–11. Erbaut ab 1924, am 20. Juni 1928 durch den damaligen Reichspräsidenten von Hindenburg eröffnet.         |    |                |
| Gaimweg 52° 21′ 37″ N, 9° 51′ 53″ O                    | Pumpenhaus                             | Im Ensemble mit An der Schleuse und Wendersche Goge 1–11. Erbaut ab 1924, am 20. Juni 1928 durch den damaligen Reichspräsidenten von Hindenburg eröffnet. |    |                |
| Wendersche Goge 1–11 52° 21′ 25″ N, 9° 51′ 57″ O       | Schleusenwerkssiedlung                 | Schleusensiedlung Anderten als Ensemble mit An der Schleuse und Gaimweg.                                                                                  |    |                |
| Freidingstraße 3 und 4 52° 21′ 38″ N, 9° 51′ 17″ O     | Hofanlagen                             | Als Ensemble. |    |                |
| Petersilienstraße 7, 9, 11 52° 21′ 50″ N, 9° 51′ 19″ O | Hofanlagen                             | Als Ensemble. |    |                |
| Am Bache 52° 21′ 37″ N, 9° 51′ 21″ O                   | Ehrenmal                               | [ 1 ] |    |                |
| Am Tiergarten 2 52° 21′ 49″ N, 9° 51′ 25″ O            | Anderter Brauerei                      | [ 1 ] |    | Weitere Bilder |
| An der Bahn 2 52° 22′ 8″ N, 9° 51′ 40″ O               | Empfangsgebäude Alter Bahnhof Anderten | [ 1 ] |    |                |
| An der Schafbahn 3 52° 21′ 44″ N, 9° 51′ 15″ O         | Wohnwirtschaftsgebäude                 | [ 1 ] |    | Weitere Bilder |
| Gollstraße 19 52° 21′ 41″ N, 9° 51′ 31″ O              | Wohnhaus                               | [ 1 ] |    |                |
| Lange Straße 17 52° 21′ 47″ N, 9° 51′ 21″ O            | Wohnhaus                               | [ 1 ] |    |                |
| Lehrter Straße 51 52° 21′ 33″ N, 9° 51′ 18″ O          | Villa                                  | [ 1 ] |    |                |
| Lindenstraße 1 52° 21′ 40″ N, 9° 51′ 19″ O             | Chor der Martinskapelle                | [ 1 ] |    |                |
| Ostergrube 52° 21′ 40″ N, 9° 51′ 36″ O                 | Denkmal                                | [ 1 ] |    |                |
| Pumpstraße 2 52° 21′ 37″ N, 9° 51′ 25″ O               | Wohnwirtschaftsgebäude                 | [ 1 ] |    |                |
| Zur Mühle 33 52° 21′ 21″ N, 9° 51′ 29″ O               | Anderter Windmühle                     | [ 1 ] |    | Weitere Bilder |